# Oh Beom-seok
Oh Beom-seok (coréen : 오범석) est un footballeur professionnel sud-coréen né le 29 juillet 1984 à Pohang.

## Biographie
Le jeune Oh Beom-seok débute très tôt une carrière internationale et participe au championnat du monde des moins de 19 ans en 2001. À sa sortie du lycée technique Jecheol de Pohang, Beom-seok met un terme à sa scolarité afin de se consacrer au football.
Oh Beom-seok passe professionnel en 2003 et rejoint le club de sa ville natale : les Pohang Steelers, l'un des tout meilleurs clubs de la K-League, la première division sud-coréenne de football. La même année le jeune latéral confirme son statut d'espoir international coréen en participant à la Coupe du monde de football des moins de 20 ans 2003 aux Émirats arabes unis. Il y joue ainsi l'intégralité du match contre les États-Unis perdu 2 à 0 par la Corée.
S'il n'est pas invité à participer aux Jeux olympiques d'été de 2004 à Athènes, Oh Beom-seok fait son début avec la sélection première sud-coréenne au cours d'un match amical contre la Colombie à Los Angeles le 16 janvier 2005. 
Mais c'est surtout avec la sélection sud-coréenne des moins de 23 ans que Oh porte brillamment le maillot frappé du tigre. Il participe en tant que titulaire incontesté aux Jeux asiatiques de 2006 au cours desquels les coréens parviennent à se hisser en demi-finale avant d'être éliminé par le Qatar et de devoir concéder la troisième place à l'Irak.
En 2007, le sélectionneur Pim Verbeek donne sa confiance au jeune espoir auteur de deux passes décisives face à l'Irak au cours d'un match de préparation à la Coupe d'Asie. Oh Beom-seok gagne sa place de titulaire au détriment du vétéran de 2002 Song Chong-gug pour le poste d'arrière latéral droit. La grande qualité de passe de Oh Beom-seok séduit, et sa polyvalence qui lui permet aussi bien d'assumer une couverture défensive du couloir droit que de soutenir les attaque de l'équipe fait de lui l'un des éléments clé de la formation coréenne au cours de la Coupe d'Asie 2007. Il participe ainsi en juillet à cinq des six matchs de la Corée du Sud tout au long de la compétition.

Peu après avoir décroché avec la sélection nationale la troisième place de la Coupe d'Asie, Oh Beom-seok est prêté par son club Pohang au Yokohama FC, petit poucet de J-League, pour six mois. Son contrat avec Pohang a pris fin en décembre 2007.
Une fois arrivé le terme de son prêt au sein du club nippon Yokohama FC, Oh a été annoncé un premier temps à Seongnam, vice-champions de Corée du Sud en 2007.

Le jeune latéral droit se dirige finalement vers la Russie où il intègre les rangs du Krylia Sovetov Samara, club de première division russe. Oh Beom-seok réussit son insertion en Russie et s'impose en tant que titulaire dès son arrivée à Samara. À la fin de la saison 2008, Oh compte 28 matchs disputés sous les couleurs de Samara. Il n'a été remplacé qu'à deux reprises au cours de la saison. 
Ayant terminé 6e du championnat russe, Oh Beom-seok pourra disputer la Coupe UEFA en 2009-2010 en raison de la victoire du CSKA Moscou en Coupe de Russie.